# Watching My Life Go By
Watching My Life Go By è un album di Michael Hedges, pubblicato dalla Windham Hill Records nel 1985. Il disco fu registrato nel maggio-giugno del 1985 al Naked Ear Studio, Palo Alto, California (Stati Uniti).

## Tracce
Lato A
1. Face Yourself – 4:42 (Michael Hedges)
2. I'm Coming Home – 4:10 (Michael Hedges)
3. Woman of the World – 4:12 (Michael Hedges)
4. Watching My Life Go By – 3:13 (Michael Hedges)
5. I Want You – 3:55 (Michael Hedges)

Lato B
1. The Streamlined Man – 3:43 (Michael Hedges)
2. Out on the Parkway – 2:53 (Michael Hedges)
3. Holiday – 5:11 (Michael Hedges)
4. All Along the Watchtower – 2:48 (Bob Dylan)
5. Running Blind – 4:50 (Michael Hedges)

## Musicisti
Brano A1
- Michael Hedges - voce, chitarra
- Michael Manring - basso

Brano A2
- Michael Hedges - voce, chitarra, basso

Brano A3
- Michael Hedges - voce, chitarra, flauto

Brano A4
- Michael Hedges - voce, chitarra

Brano A5
- Michael Hedges - voce, chitarra, sintetizzatore
- Michael Manring - basso
- John Hanes - batteria

Brano B1
- Michael Hedges - voce, chitarra
- Bobby McFerrin - voce

Brano B2
- Michael Hedges - voce, chitarra, performer (wine glasses)
- Michael Manring - basso (fretless)
- Hilleary Burgess - performer (wine glasses)

Brano B3
- Michael Hedges - voce, chitarra, armonica, sintetizzatore

Brano B4
- Michael Hedges - voce, chitarra

Brano B5
- Michael Hedges - voce, chitarra, basso